# Анссемйоки
Анссемйоки (устар. Анссем-йоки) — река в России, протекает в Мурманской области. Устье реки находится в 69 км по левому берегу реки Печенга. Длина реки составляет 19 км, площадь водосборного бассейна 81,5 км².

## Данные водного реестра
По данным государственного водного реестра России относится к Баренцево-Беломорскому бассейновому округу, водохозяйственный участок реки — Печенга. Речной бассейн реки — бассейны рек Кольского полуострова, впадает в Баренцево море.
Код объекта в государственном водном реестре — 02010000212101000000282.